# یواس‌اس مردیت (دی‌دی-۷۲۶)
یواس‌اس مردیت (دی‌دی-۷۲۶) (به انگلیسی: USS Meredith (DD-726)) یک کشتی بود که طول آن ۱۱۴٫۸ متر (۳۷۷ فوت) بود. این کشتی در سال ۱۹۴۳ ساخته شد.